# 佐賀県道209号広滝大和富士線
佐賀県道209号広滝大和富士線（さがけんどう209ごう ひろたきやまとふじせん）は、佐賀県神埼市から佐賀市に至る一般県道である。

## 概要
神埼市脊振町広滝から佐賀市富士町大字古湯に至る。雄渕トンネルの前後と終点付近は国道323号の旧道。

### 路線データ
- 起点：佐賀県神埼市脊振町広滝（佐賀県道21号三瀬神埼線交点）
- 終点：佐賀県佐賀市富士町大字古湯（古湯温泉南口交差点、国道323号交点）

## 歴史
- 2020年（令和2年）4月1日 - 佐賀県告示第103号により、国道323号旧道の国道指定が解除され、終点が古湯温泉南口交差点に変更となる[1]。

## 路線状況

### 重複区間
- 佐賀県道51号佐賀脊振線（神埼市脊振町鹿路 地内）
- 国道323号（佐賀市富士町大字小副川 地内）
- 国道323号（佐賀市富士町大字小副川 地内）

## 地理

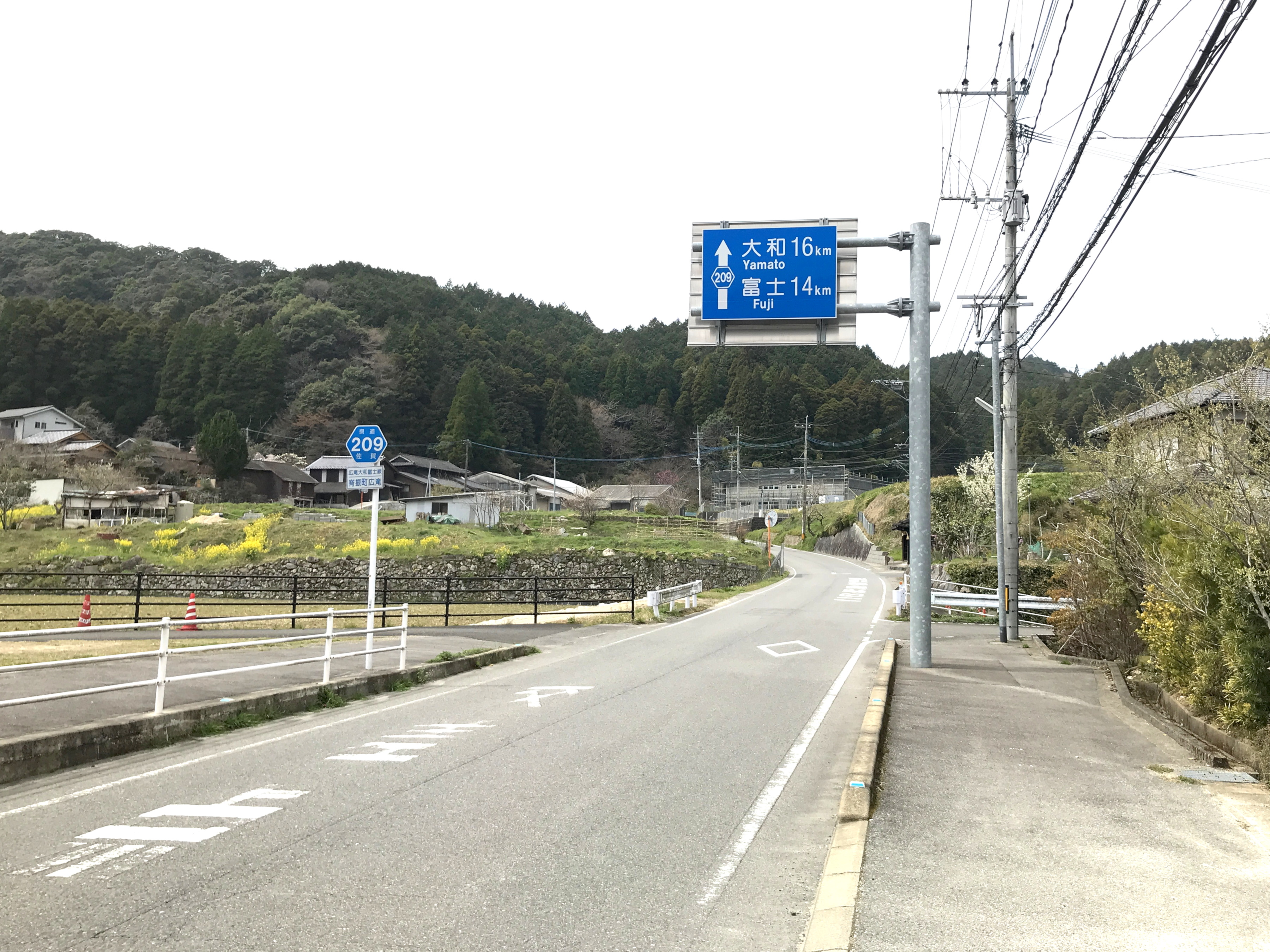
神埼市脊振町広滝

### 通過する自治体
- 神埼市
- 佐賀市

### 交差する道路
| 交差する道路                        | 市町村名 | 交差する場所     | 交差する場所              |
| ----------------------------------- | -------- | ---------------- | ------------------------- |
| 佐賀県道21号三瀬神埼線              | 神埼市   | 脊振町広滝       | 起点                      |
| 佐賀県道51号佐賀脊振線 重複区間起点 | 神埼市   | 脊振町鹿路       |                           |
| 佐賀県道51号佐賀脊振線 重複区間終点 | 神埼市   | 脊振町鹿路       |                           |
| 佐賀県道273号藤原松瀬線             | 佐賀市   | 大和町大字松瀬   |                           |
| 国道263号                           | 佐賀市   | 大和町大字松瀬   | 三反田（さんただ）交差点  |
| 佐賀県道275号松尾湯の原線           | 佐賀市   | 富士町大字小副川 |                           |
| 国道323号 重複区間起点              | 佐賀市   | 富士町大字小副川 |                           |
| 国道323号 重複区間終点              | 佐賀市   | 富士町大字小副川 |                           |
| 国道323号 重複区間起点              | 佐賀市   | 富士町大字小副川 |                           |
| 国道323号 重複区間終点              | 佐賀市   | 富士町大字小副川 |                           |
| 国道323号                           | 佐賀市   | 富士町大字古湯   | 古湯温泉南口交差点 / 終点 |

### 沿線
- 佐賀市立小中一貫校松梅校
- 佐賀市立小中一貫校富士校
- 古湯温泉

### 峠
- 境峠（神埼市）